# Kampuchea Airlines
Kampuchea Airlines var ett flygbolag ifrån Kambodja, som bedrev verksamhet 1997 till 2004.

## Flotta[1]
- 1 st ATR 72
- 2 st Boeing 737-200
- 1 st Boeing 757-200
- 1 st BAe 146
- 9 st Lockheed L-1011 TriStar